# 資訊資產
在組織信息安全、计算机安全及网络安全領域中的資訊資產（或簡稱資產）是指在組織中支援資訊相關活動的資訊、人員、軟體、硬體、環境。資訊資產一般會包括硬體（伺服器及網路切換器）、軟體（任務關鍵應用程式及支援系統）及機密資訊。資訊資產需要加以保護，避免非法存取、使用、揭露、更改、破壞或是被竊，也避免造成組織的損失。

## 資訊安全三要素
信息安全的目的是要確保在眾多威脅下，可以維持資產的保密（Confidentiality）、完整性（Integrity）、可用性（Availability）。例如白帽黑客會利用漏洞進行网络攻击，以竊取信用卡的卡號。資訊安全專家需要評估攻擊可能的影響，並且佈署適當的對策。以這個例子而言，對策可能是防火墙以及對卡號的加密。

## 風險分析
在進行風險分析時，需要評估各個資產若損失時會產生的成本，進而評估要花多少經費來保護這些資產，也需要評估各個資產損失的機率。考慮時也需要考慮無形成本。例如駭客偷走了某信用卡公司的所有信用卡卡號，信用卡公司沒有任何直接損失，不過在商譽上會有很大的影響，也會有高額的罰款。

## 外部連結
- FISMApedia TERM